# 677 TCN
677 TCN là một năm trong lịch La Mã.